# 奥长花岗岩
奥长花岗岩是一种浅色深成火成岩，是斜长石大都以奥长石的形式存在的英云闪长岩。出现在洋壳中或奥长石中的奥长花岗岩常被称作斜长花岗岩。
奥长花岗岩常见于太古宙地体，一般和英云闪长岩、花岗闪长岩共现，组成TTG正片麻岩套。奥长花岗岩岩脉也常常形成蛇纹岩片状岩脉复合体的一部分。
V.M. Goldschmidt在1916年第一个描述了奥长花岗岩。

## 阅读更多
- Best, Myron G. (2002) Igneous and Metamorphic Petrology, Blackwell Publishing, 2nd ed. ISBN 1-4051-0588-7